# Natação nos Jogos Olímpicos de Verão de 2020 - 400 m medley feminino
A competição dos 400 m medley feminino da natação nos Jogos Olímpicos de Verão de 2020 foi disputada em 24 e 25 de julho de 2021 no Centro Aquático, em Tóquio. Um total de 17 nadadoras de 13 Comitês Olímpicos Nacionais (CON) participaram do evento.

## Qualificação
O tempo de qualificação olímpica ao evento foi de 4min38s53. Até duas nadadoras por Comitê Olímpico Nacional (CON) poderiam se qualificar automaticamente nadando naquele tempo em um evento de qualificação aprovado. Por sua vez, o tempo de seleção olímpica foi de 4min46s89. Até uma nadadora por CON estaria elegível para a qualificação com esse tempo com sua entrada classificada em um ranking até que o número de participantes fosse atingido. CONs sem uma nadadora qualificada em qualquer evento poderiam obter seus lugares através das vagas de universalidade.

## Formato
A competição consiste em três rodadas: preliminares, semifinais e final. As nadadoras com os 16 melhores tempos nas baterias preliminares avançam as semifinais. Já as nadadoras com os 8 melhores tempos nas semifinais avançam a final. Desempates (swim-offs) são utilizados conforme necessário para quebrar os empates de avanço a próxima rodada.

## Calendário
Horário local (UTC+9)
| Data                | Horário | Fase         |
| ------------------- | ------- | ------------ |
| 24 de julho de 2021 | 20:05   | Preliminares |
| 25 de julho de 2021 | 11:10   | Final        |

## Medalhistas
| Ouro   | JPN Yui Ohashi      |
| Prata  | USA Emma Weyant     |
| Bronze | USA Hali Flickinger |

## Recordes
Antes desta competição, os recordes mundiais e olímpicos da prova eram os seguintes:
| Tipo | Atleta         | Tempo   | Local          | Data                |
| ---- | -------------- | ------- | -------------- | ------------------- |
|      | Katinka Hosszú | 4:26.36 | Rio de Janeiro | 6 de agosto de 2016 |
|      | Katinka Hosszú | 4:26.36 | Rio de Janeiro | 6 de agosto de 2016 |

## Resultados

### Preliminares
As nadadoras com as 8 primeiras colocações, independente da bateria, avançam a final.
| Pos. | Bateria | Raia | Nadadora                   | CON                | Tempo   | Notas |
| ---- | ------- | ---- | -------------------------- | ------------------ | ------- | ----- |
| 1    | 3       | 5    | Emma Weyant                | USA Estados Unidos | 4:33.55 | Q     |
| 2    | 3       | 6    | Aimee Willmott             | GBR Grã-Bretanha   | 4:35.28 | Q     |
| 3    | 2       | 4    | Yui Ohashi                 | JPN Japão          | 4:35.71 | Q     |
| 4    | 3       | 3    | Mireia Belmonte            | ESP Espanha        | 4:35.88 | Q     |
| 5    | 2       | 5    | Hali Flickinger            | USA Estados Unidos | 4:35.98 | Q     |
| 6    | 2       | 6    | Viktória Mihályvári-Farkas | HUN Hungria        | 4:35.99 | Q     |
| 7    | 3       | 4    | Katinka Hosszú             | HUN Hungria        | 4:36.01 | Q     |
| 8    | 2       | 7    | Ilaria Cusinato            | ITA Itália         | 4:37.37 | Q     |
| 9    | 3       | 2    | Sara Franceschi            | ITA Itália         | 4:39.93 |       |
| 10   | 3       | 1    | Anja Crevar                | SRB Sérvia         | 4:40.50 |       |
| 11   | 2       | 1    | Yu Yiting                  | CHN China          | 4:41.64 |       |
| 12   | 3       | 8    | Ageha Tanigawa             | JPN Japão          | 4:41.76 |       |
| 13   | 3       | 7    | Fantine Lesaffre           | FRA França         | 4:41.98 |       |
| 14   | 2       | 2    | Tessa Cieplucha            | CAN Canadá         | 4:44.54 |       |
| 15   | 1       | 5    | Katja Fain                 | SLO Eslovênia      | 4:44.66 |       |
| 16   | 1       | 3    | Azzahra Permatahani        | INA Indonésia      | 4:54.54 |       |
| 17   | 1       | 4    | Virginia Bardach           | ARG Argentina      | 5:01.98 |       |
| 18   | 2       | 3    | Sydney Pickrem             | CAN Canadá         | DNS     |       |

### Final
As três nadadoras mais rápidas na final conquistaram as medalhas.
| Pos. | Raia | Nadadora                   | CON                | Tempo   | Notas |
| ---- | ---- | -------------------------- | ------------------ | ------- | ----- |
| 01 ! | 3    | Yui Ohashi                 | JPN Japão          | 4:32.08 |       |
| 02 ! | 4    | Emma Weyant                | USA Estados Unidos | 4:32.76 |       |
| 03 ! | 2    | Hali Flickinger            | USA Estados Unidos | 4:34.90 |       |
| 4    | 6    | Mireia Belmonte            | ESP Espanha        | 4:35.13 |       |
| 5    | 1    | Katinka Hosszú             | HUN Hungria        | 4:35.98 |       |
| 6    | 7    | Viktória Mihályvári-Farkas | HUN Hungria        | 4:37.75 |       |
| 7    | 5    | Aimee Willmott             | GBR Grã-Bretanha   | 4:38.30 |       |
| 8    | 8    | Ilaria Cusinato            | ITA Itália         | 4:40.65 |       |

Legenda
| Recorde mundial      | Recorde mundial (World record)               |                       | Recorde africano                      | Recorde africano (African) |                                           | Q | Classificado por posição (Qualified) |
| Recorde olímpico     | Recorde olímpico (Olympic record)            | Recorde da América    | Recorde da América (Americas)         | q                          | Classificado por melhor tempo (Qualified) |   |                                      |
| Melhor marca do ano  | Melhor marca do ano (World leading)          | Recorde asiático      | Recorde asiático (Asian)              | DNS                        | Não largou (Did not start)                |   |                                      |
| Recorde nacional     | Recorde nacional (National record)           | Recorde europeu       | Recorde europeu (European)            | DNF                        | Não terminou (Did not finish)             |   |                                      |
| Recorde pessoal      | Recorde pessoal do atleta (Personal best)    | Recorde da Oceania    | Recorde da Oceania (Oceania)          | DSQ / DQ                   | Desclassificado (Disqualified)            |   |                                      |
| Recorde da temporada | Recorde da temporada do atleta (Season best) | Recorde sul-americano | Recorde sul-americano (South America) | NM                         | Sem marca (No mark)                       |   |                                      |